# The Galactic Collective
The Galactic Collective is het zesde studioalbum van Erik Norlander, uitgebracht in 2010.
Het album bestaat uit oude nummers die opnieuw zijn opgenomen van Norlander zelf of zijn band Rocket Scientists.. Het album werd opgenomen in de Magnetic North Studio in Cleveland (Ohio). Thuis sleutelde Norlander er nog wat aan. Het album werd vergezeld van de complimeten van de familie Moog, die Norlander hadden ontmoet tijdens Moogfest. Norlander had de Moog met (achteraf) goedkeuren van de familie aangepast om zijn eigen geluid te creëren. 

## Muzikanten
- Erik Norlander: synthesizers, piano, hammondorgel
- Mark Matthews: basgitaar
- Nick LePar: slagwerk
- Freddy DeMarco: gitaar

met
- John Payne: gitaar
- Mitch Perry: gitaar
- Mark McCrite: gitaar
- Ron Redfield: gitaar
- Lana Lane: zang

## Muziek
| Nr. | Titel                      | van album                     | Duur  |
| --- | -------------------------- | ----------------------------- | ----- |
| 1.  | Arrival                    | Threshold                     | 1:47  |
| 2.  | Neurosaur                  | Threshold                     | 5:00  |
| 3.  | Fanfare for absent friends | Seas of Orion                 | 6:08  |
| 4.  | Sky full of stars          | Stars rain down               | 10:00 |
| 5.  | Astrology prelude          | Secrets of astrology van Lane | 5:38  |
| 6.  | Trantor Station            | Threshold                     | 6:27  |
| 7.  | After the revolution       | Revolution road               | 12:16 |
| 8.  | Garden of the moon         | Garden of the moon van Lane   | 5:18  |
| 9.  | Dreamcurrents              | Into the sunset               | 5:38  |
| 10. | The dark water             | Brutal architecture           | 20:42 |